# Vývoj československých státních symbolů
Tento článek uvádí československé státní symboly, tak jak byly stanoveny, měnily se a byly využívány na území Československa v různých obdobích:
- od vzniku republiky v roce 1918 do roku 1939 (tzv. První republika a Druhá republika),
- v období Protektorátu Čechy a Morava (1939–1945), včetně Říšské župy Sudety (1938–1945) a Slovenské republiky (1939–1945),
- v období 1945–1960 (tzv. Třetí Československá republika, do roku 1948, a Československá republika do roku 1960),
- v období Československé socialistické republiky (1960–1990),
- v období Československé federativní republiky, resp. České a Slovenské Federativní Republiky (1990–1992).

## Republika Československá1918–1939
V období 1918–1939 byly užívány tři státní znaky.

Vlajka (1918-1920)
Vlajka (1920-1939)
Malý státní znak
Střední státní znak
Veliký státní znak
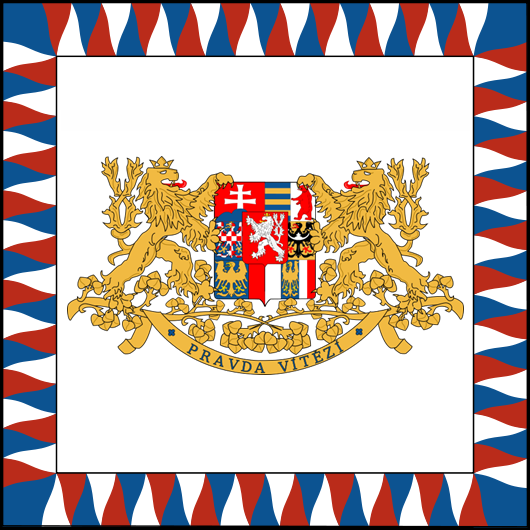
Prezidentská standarta
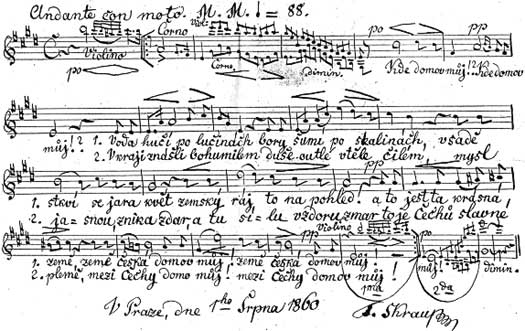
Státní hymna – Kde domov můj? a Nad Tatrou sa blýska

## Protektorát Čechy a Morava1939–1945
Po okupaci Čech a Moravy Wehrmachtem přijal Protektorát Čechy a Morava zák. č. 222/1939 Sb. novou vlajku, menší a větší znak i standartu prezidenta.

Vlajka
Větší státní znak
Menší státní znak
Prezidentská standarta

## Říšská župa Sudety1938–1945
Znak Říšské župy Sudety z let 1940-1945.

Znak

## Slovenská republika1939–1945

Vlajka
Státní znak
Prezidentská standarta

## Československá republika1945–1960
Poválečná Československá republika užívala pouze Malý státní znak, ale Vlajku prezidenta republiky s Velikým státním znakem.

Vlajka (1945-1992)
Malý státní znak
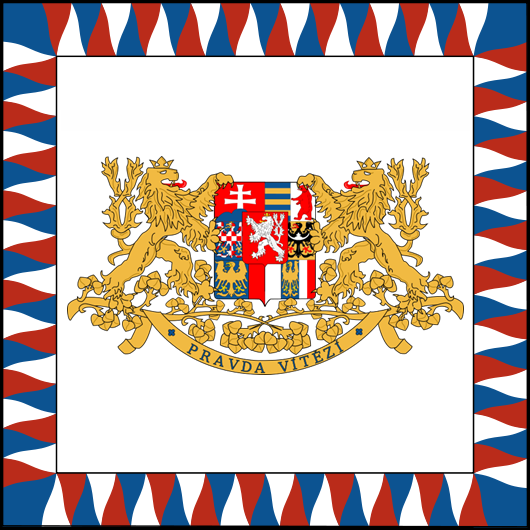
Prezidentská standarta
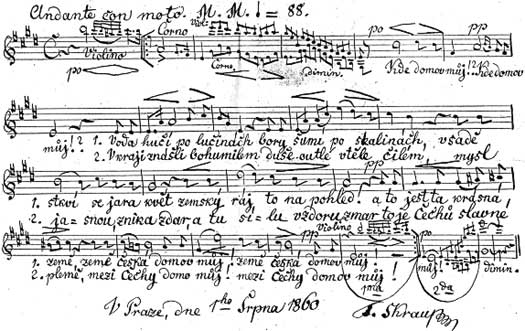
Státní hymna – Kde domov můj? a Nad Tatrou sa blýska

## Československá socialistická republika1960–1990
S přijetím Ústavy ČSSR došlo ke změně státního znaku a s ním související vlajky prezidenta republiky. Státní vlajka a hymna zůstávají nezměněny.

Státní znak
Prezidentská standarta

## Česká a Slovenská Federativní Republika1990–1992

Státní znak
Prezidentská standarta
Velký znak ČR
Znak SR